# Кузюрёнки
Кузюрёнки (бел. Кузюро́нкі) — деревня в Городокском районе Витебской области Белоруссии. Входит в состав Бычихинский сельсовета.
Находится в 2 верстах к юго-востоку от деревни Лахи.

## Население
- 1999 год — 5 человек
- 2010 год — 0 человек
- 2019 год — 0 человек[1]